# Захедан
Захедан (перс. زاهدان) је град у Ирану. Представља административни центар провинције Систан и Балуџистан. Налази се на самом истоку покрајине надомак границе са Авганистаном и Пакистаном. Према попису из 2006. у граду је живело 567.449 становника.

## Становништво
Према попису, у граду је 2006. живело 567.449 становника.
| 1986.   | 1991.   | 1996.   | 2006.   |
| ------- | ------- | ------- | ------- |
| 281.923 | 361.623 | 419.518 | 567.449 |